# Тополь дельтовидный
То́поль дельтови́дный (лат. Populus deltoides) — вид лиственных деревьев из рода Тополь (Populus) семейства Ивовые (Salicaceae).
Древесина мягкая, тёмно-бурая, очень ценится как поделочная и составляет часть канадского экспорта.

## Распространение и экология
В природе ареал вида охватывает Северную Америку. Натурализовалось повсеместно.
Произрастает вдоль берегов рек и озёр, в хвойных и лиственных лесах, рассеянно, группами и, иногда, насаждениями.
|                                       |
|                                       |
|                                       |
| Сверху вниз: Листья. Серёжки. Семена. |

## Ботаническое описание
Дерево высотой до 50 м с широкояйцевидной или широко-пирамидальной кроной. Ствол диаметром до 2,5 м, прямой, покрытый пепельно- или серо-зелёной, в старости сильно шероховатой, тёмно-серой, корой. Побеги, в молодости, голые, буроватые или буро-зелёные, цилиндрические или слегка ребристые.
Почки ребристые, коричневые, клейкие. Листья кожистые, округло-треугольные или широко-дельтовидно-яйцевидные, длиной 3—8 см, шириной 3—6 (до 8) см, блестящие, сверху тёмно-зелёные, снизу — немного светлее, по краю неравно-выщербленно-зубчатые или мелкогородчатые; основание плоское, широко-клиновидное, чуть низбегающее на черешок. Черешки длиной 4—7 см, сплюснутые с боков, голые, с двумя желёзками при основании листа.
Серёжки толстые, сидячие, длиной 6—10 см. Прицветные чешуи округлые, гладкие, двояко бахромчатые. Рыльце сидячее, угловатое; тычинок 20—30.
Плоды — двух—четырёх-створчатые коробочки. Цветение обычно происходит в конце апреля-начале мая.

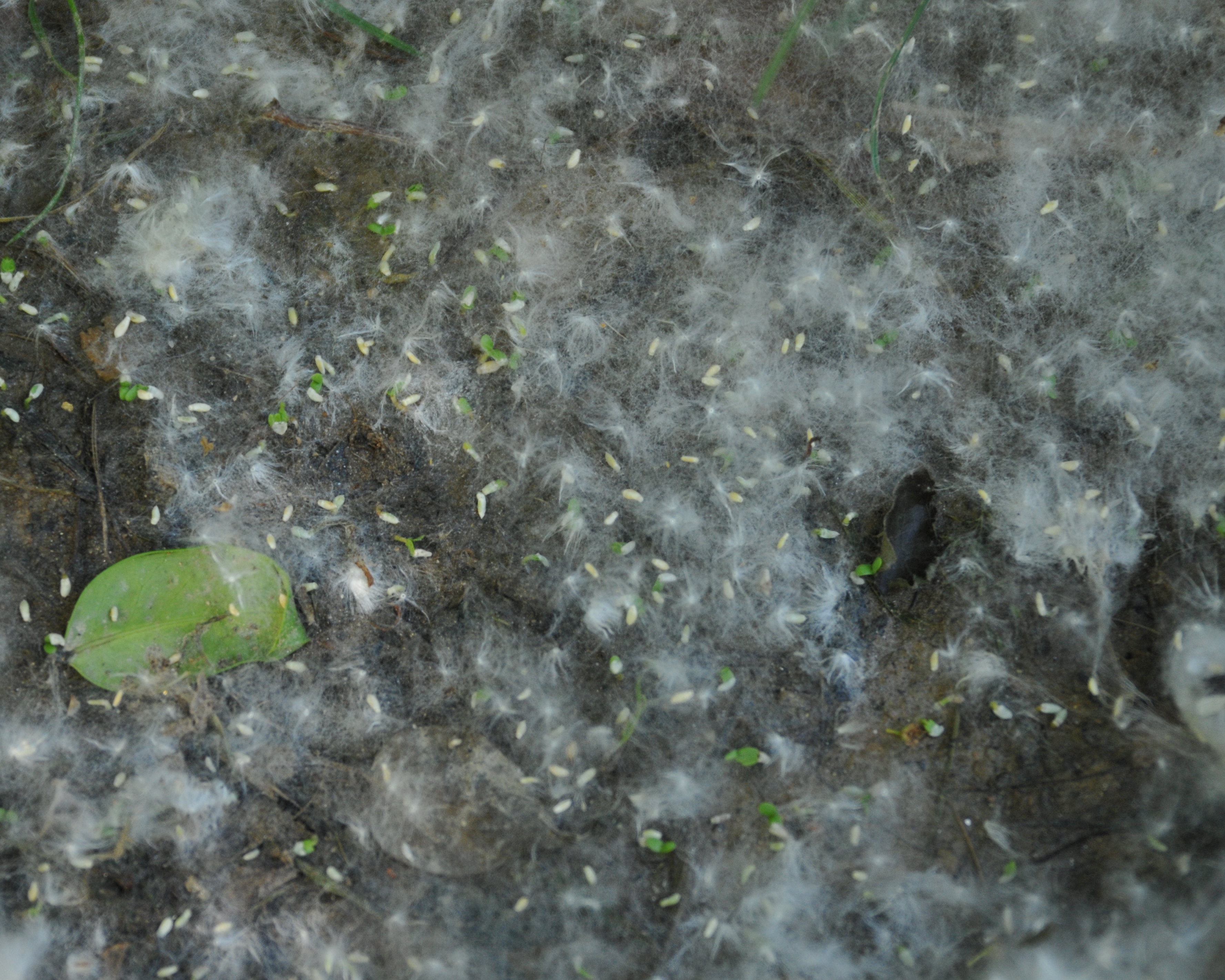
Семена и зерновая бородка тополя дельтовидного

### Возраст
Тополи дельтовидные как правило живут от 70 до 100 лет, но у них есть возможность жить от 200 до 400 лет, если тополь имеет хорошую наследственность и если он живёт в хорошей среде обитания.

## Таксономия
Populus deltoides W.Bartram ex Marshall, Arbustrum Americanum 106. 1785.
|  |                                      |  |                                                             |                                                             |                  |  | ещё 36 семейств (согласно Системе APG II) | ещё 36 семейств (согласно Системе APG II) |                         |  |  |  | ещё 25—35 видов |
|  |                                      |  |                                                             |                                                             |                  |  | ещё 36 семейств (согласно Системе APG II) | ещё 36 семейств (согласно Системе APG II) |                         |  |  |  | ещё 25—35 видов |
|  |                                      |  |                                                             | порядок Мальпигиецветные                                    |                  |  |                                           |                                           | род Тополь              |  |  |  |                 |
|  |                                      |  |                                                             | порядок Мальпигиецветные                                    |                  |  |                                           |                                           | род Тополь              |  |  |  |                 |
|  | отдел Цветковые, или Покрытосеменные |  |                                                             |                                                             | семейство Ивовые |  |                                           |                                           | вид Тополь дельтовидный |  |  |  |                 |
|  | отдел Цветковые, или Покрытосеменные |  |                                                             |                                                             | семейство Ивовые |  |                                           |                                           |                         |  |  |  |                 |
|  |                                      |  | ещё 44 порядка цветковых растений (согласно Системе APG II) | ещё 44 порядка цветковых растений (согласно Системе APG II) |                  |  |                                           | ещё около 57 родов                        | ещё около 57 родов      |  |  |  |                 |
|  |                                      |  |                                                             | ещё 44 порядка цветковых растений (согласно Системе APG II) |                  |  |                                           |                                           | ещё около 57 родов      |  |  |  |                 |

### Синонимы
- Populus carolinensis Moench (1785)
- Populus virginiana Foug. (1786)
- Populus angulata Aiton (1789) — Тополь угловатый[3]
- Populus nigra var. virginiana (Foug.) Castigl. (1790)
- Aigeiros deltoides (W.Bartram ex Marshall) Tidestr. (1910)
- Populus angulata var. missouriensis A.Henry (1913)
- Populus deltoides var. angulata (Aiton) Sarg. (1913)
- Populus palmeri Sarg. (1919)

### Представители
В рамках вида выделяют несколько подвидов: 
- Populus deltoides f. erecta (Sélys-Longch.) C.K.Schneid., 1906
- Populus deltoides subsp. monilifera (Aiton) Eckenw., 1977
- Populus deltoides subsp. wislizenii (S.Watson) Eckenw., 1977
- Populus deltoides var. caroliniensis (Moench) L.H.Bailey, 1901
- Populus deltoides var. virginiana (Foug.) Sudw., 1927